# Иван Сунара
Иван Сунара (рођен 27. марта 1959. у Дрнишу) је бивши југословенски и хрватски кошаркаш, а садашњи кошаркашки тренер.
Током играчке каријере наступао је између осталих за екипе Сплита, Задра и Цибоне.
Са репрезентацијом Југославије освојио је бронзану медаљу на Олимпијским играма 1984. у Лос Анђелесу. Такође је наступао на Европским првенствима 1983. и 1985.
Након завршетка играчке каријере постао је тренер. Водио је бројне екипе међу којима су и Задар, Цибона, Загреб, Зрињевац, Крка, Хелиос, Скајлајнерс Франкфурт и остали...